# Biegacz ogrodowy
Biegacz ogrodowy (Carabus hortensis) - owad z rodziny biegaczowatych występujący w lasach, m.in. w Polsce.
Biegacz ogrodowy to chrząszcz mierzący 2,3–3 cm, żywiący się gąsienicami, mszycami, mrówkami i pająkami. W Polsce występuje około 30 gatunków.